# Есекс (CV-9)
Вижте пояснителната страница за други значения на Есекс.
„Есекс“ (на английски: USS Essex (CV-9)) е американски самолетоносач по време на Втората световна война, водещия кораб от неговия вид в експлоатация през периода от 1942 г. до 1969 г.

## История
Започнат е на 28 април 1941 г. в корабостроителницата „Newport News Shipbuilding“. Пуснат е на вода на 31 декември 1942. На 31 май 1943 г. пристига във военноморската база на САЩ в Пърл Харбър. Участвал е в много битки в Тихия океан по време на Втората световна война и е награден с 13 бойни звезди. На 9 януари 1947 г. е вкаран на док. Модернизиран е по проект SCB-27 и е пуснат отново на вода на 15 януари 1951.
От 26 юни 1951 г. до 25 март 1952 г. и от 16 юни 1952 г. до 6 февруари 1953 г. взема участие в бойните действия в Корея. През септември 1951 г. самолет се разбива при кацане на палубата на самолетоносача, което води до пожар и загиват 20 души. На 1 октомври 1952 прекласифициран като CVA-9.
През март 1956 г. се връща към действие, след модернизация в SCB-125. Влиза във Военноморските сили на шести американски флот в Атлантическия океан и плава в Средиземно море. На 15 юли 1958 г., по време на гражданските размирици в Ливан, изпраща 1800 морски пехотинци в Бейрут, за защита на американските граждани. 28 август 1958 г. премина Суецкият канал в Индийския океан. Преминава през Панамския канал, Тайван и акостира в Съединените щати.
През 8 март 1960 г. е прекласифициран като CVS-9.
През октомври 1962 г. по време на Карибската криза участва в блокадата на Куба. На 10 ноември 1966 г., по време на учения на НАТО в Северния Атлантически океан, се сблъсква с ядрената подводница „Наутилус“, в който подводницата получава дупка. През януари 1967 г. засяда край бреговете на Пуерто Рико, където е получил сериозни поражения.
На 22 октомври 1968 взема участие в предоставянето на кацането на космически кораб „Аполо 7“. На 30 юни 1969 е изведен от експлоатация на морския флот, а на 1 юни 1973 е нарязан за скрап.

## Галерия
- Японско камикадзе се разбива в Есекс на 25 ноември 1944
- Есекс след модернизацията като SCB-27A през юли 1955.
- Есекс през 1960.
- Кацането на Аполо 7 и екипажа му на 22 октомври 1968.